# أبين سمعان
أبين سمعان  قرية سوريّة تتبع إداريّاً لمحافظة حلب منطقة الأتارب ناحية أبين سمعان، بلغ تعداد سكانها 6,220 نسمة حسب التعداد السكاني لعام 2004.